# Arquitectura del subte de Buenos Aires
El Subte de Buenos Aires es una red heterogénea, integrada desde 1939 a partir de las cinco líneas originales (A, B, C, D y E), construidas y administradas por tres compañías privadas independientes. Debido a ello, y a sus numerosos cambios de administración posteriores, su arquitectura es también rica y variada.
Las nuevas estaciones del subte porteño son diseñadas por Subterráneos de Buenos Aires S.E., administrada por el Gobierno de la Ciudad de Buenos Aires. Los carteles y señalética general de las estaciones ha sido diseñada por el estudio Diseño Shakespear a partir de 1995 y renovada a partir de 2006, a pedido del concesionario Metrovías.

## Línea A

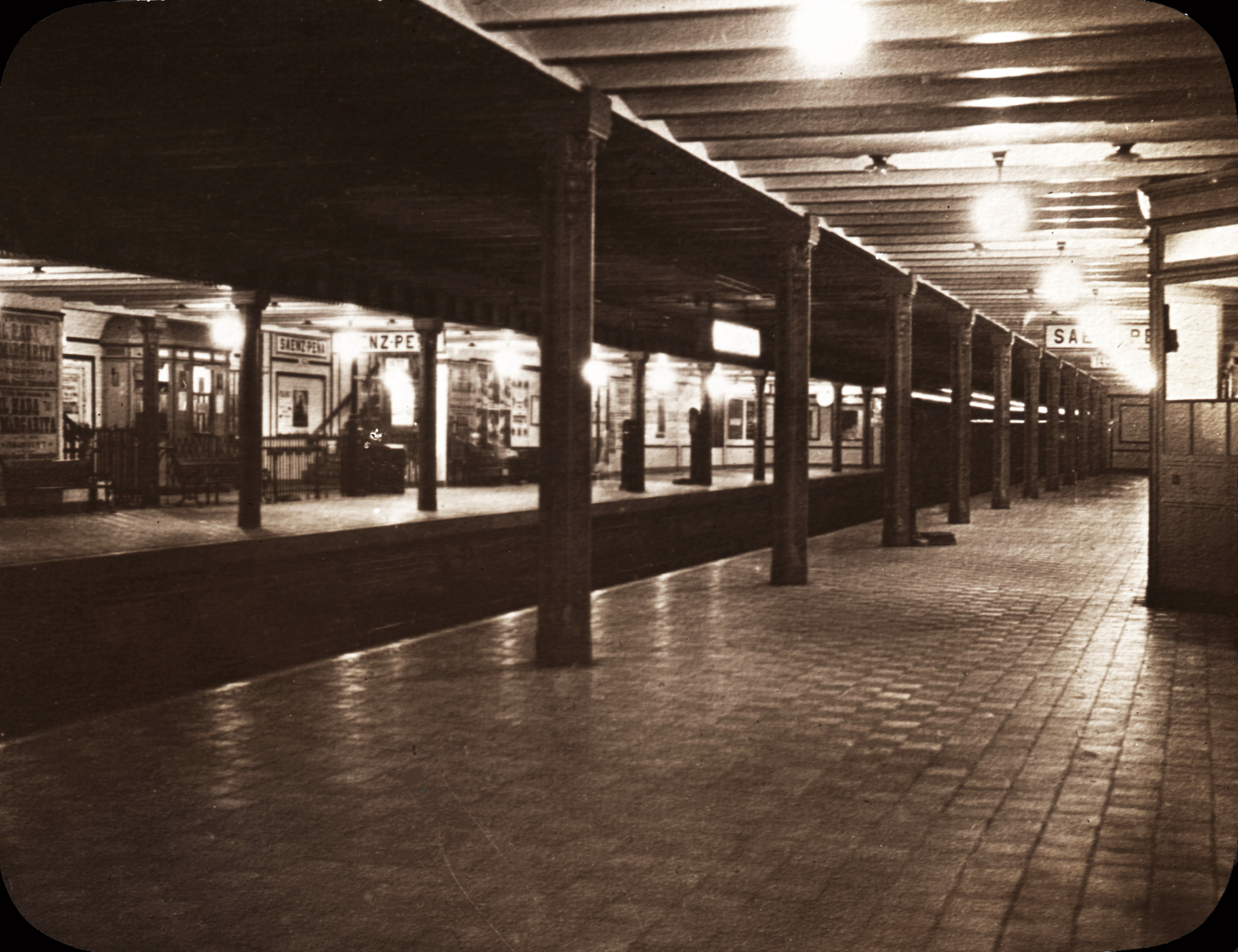
La estación Sáenz Peña en su estado original (ca. 1915)

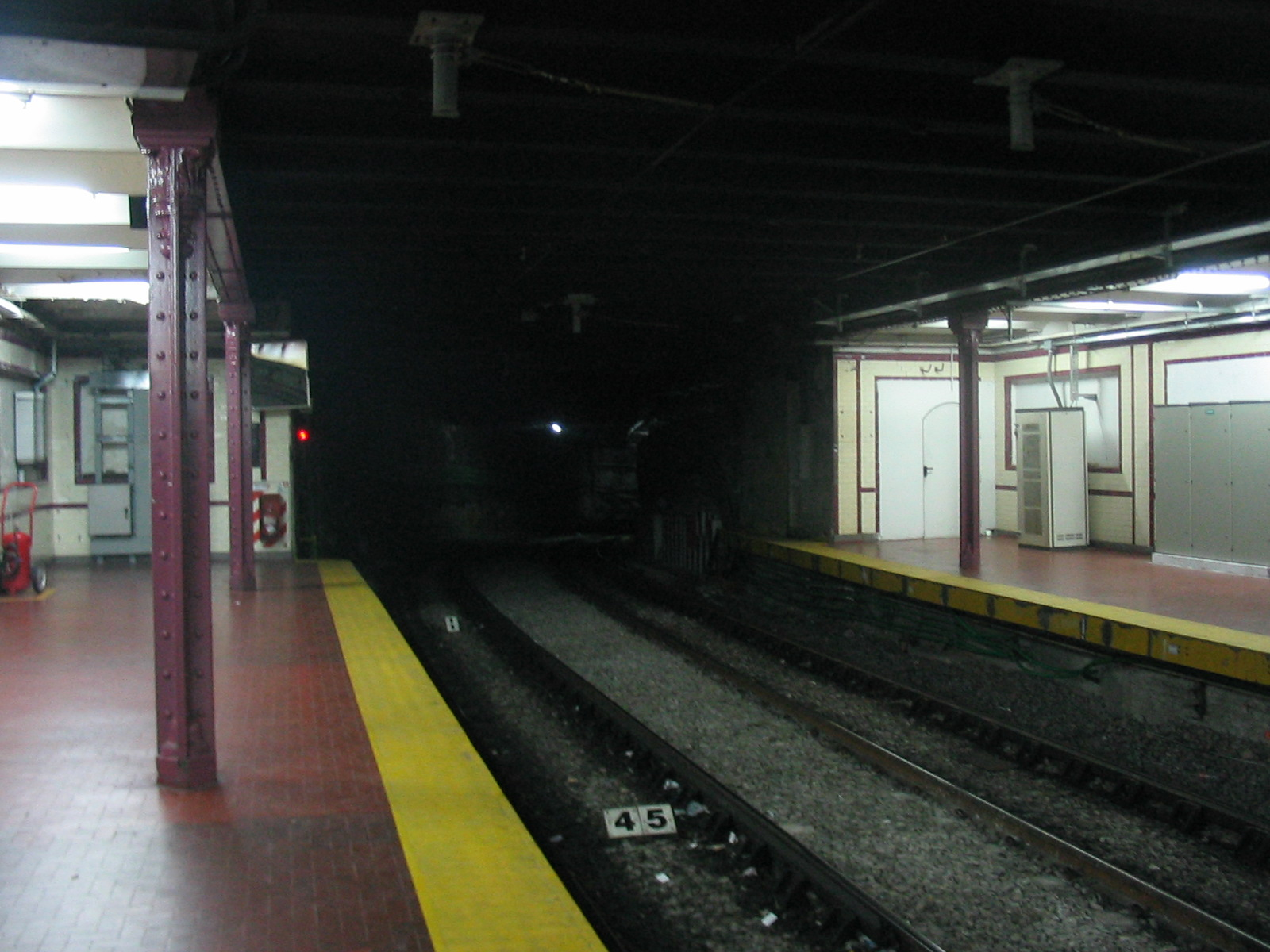
La estación Congreso, mostrando las baldosas rojizas colocadas por SBA (2006)

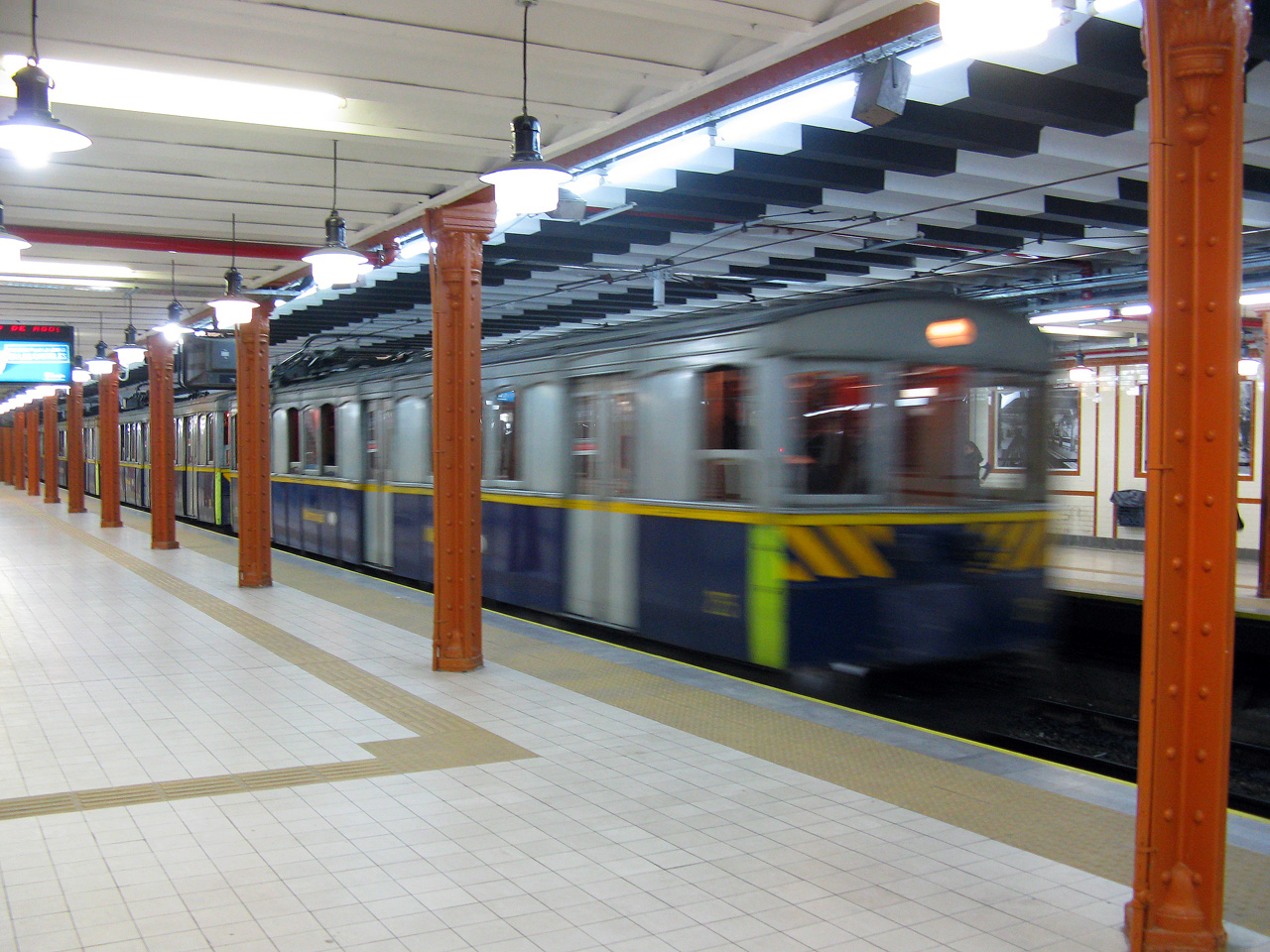
Estación Perú, mostrando la última renovación general terminada en 2009

Impulsada por la Compañía de Tranvías Anglo-Argentina (CTAA, conocida como “la Anglo”) entre 1911 y 1914, la primera línea de subterráneo de Buenos Aires fue diseñada por británicos y construida por la alemana Philipp Holzmann & Cía. Su recorrido original Plaza de Mayo-Caballito (luego “Primera Junta”) contó con 14 estaciones de diseño homogéneo e inspirado en el Underground de Londres. 
Las estaciones fueron construidas a cielo abierto y a pocos metros de la superficie, y se utilizaron vigas de hierro importadas del Reino Unido para soportar las calzadas de Avenida de Mayo y Avenida Rivadavia sobre los túneles. La obra incluyó dos túneles hacia la superficie: uno integrado con la estación ferroviaria Once de Septiembre, y el otro al final del recorrido, para continuar el servicio sobre la superficie hasta la Avenida Lacarra.

### Bocas de acceso
Las bocas de acceso a las estaciones se realizaron en hierro con varias ornamentaciones, incluyendo guirnaldas decorativas y faroles integrados. Los carteles indicadores originales estaban hechos en chapa esmaltada, y fueron eliminados cuando la línea pasó a manos de la Corporación de Transportes en 1939.
Para los 75 años de la línea, Subterráneos de Buenos Aires hizo un homenaje recuperando el diseño de los carteles originales, con materiales contemporáneos. Sin embargo estos carteles fueron eliminados en 2006 cuando la concesionaria Metrovías rediseñó la señalética de la línea A, incluyendo su nuevo logo circular.
En la actualidad, las bocas de entrada han perdido buena parte de su decoración original, por deterioro, robo, o porque las propias concesionarias han decidido quitarla. A pesar de que la línea fue restaurada hacia 2009, las piezas de hierro faltantes en las bocas no fueron repuestas.

### Andenes
Los andenes fueron revestidos totalmente en azulejos de cerámica esmaltada en blanco, aunque se caracterizaron por sus guardas de colores que identificaban cada estación, sirviendo además de ayuda a los pasajeros que no sabían leer, algo aún común a comienzos del siglo XX. Los muros además poseen nichos cuadrados para colocar afiches de publicidad, y los nombres de cada estación aparecen en carteles de chapa esmaltada realizados en Alemania, que se mantuvieron hasta el día de hoy excepto en estaciones como Plaza de Mayo o Primera Junta, en las cuales aparecen los carteles colocados por Metrovías en 1995.
Las vigas del techo fueron sostenidas por columnas de hierro con capiteles de influencia neoclásica, y los pisos fueron revestidos en baldosas cerámicas con textura rayada antideslizante, y con una guarda diseñada que se mantiene sólo en la estación Piedras. Varias estaciones tuvieron un cambio de baldosas en tiempos de Subterráneos de Buenos Aires, que colocó cerámicas rojizas similares a las de la Línea E. Sin embargo, con la renovación de 2009 casi todas las estaciones tuvieron otro cambio de baldosas, por unas de color blanco y con guardas antideslizantes amarillas.

### Boleterías
Las boleterías originales eran de estructura de madera, y dos originales se mantuvieron en la estación Perú hasta su remodelación en 2009. Durante la administración de Subterráneos de Buenos Aires, la mayoría de las boleterías se eliminaron y reemplazaron por nuevas habitaciones excavadas en los muros del túnel. Al mismo tiempo, las escaleras de acceso fueron remodeladas y despojadas de sus azulejos originales, reemplazados por otros de color celeste. Estos azulejos celestes fueron más tarde extraídos para recuperar los diseños originales, excepto en la estación Piedras. Con la renovación de 2009, las boleterías fueron nuevamente cambiadas por unas realizadas en aluminio.

## Línea B

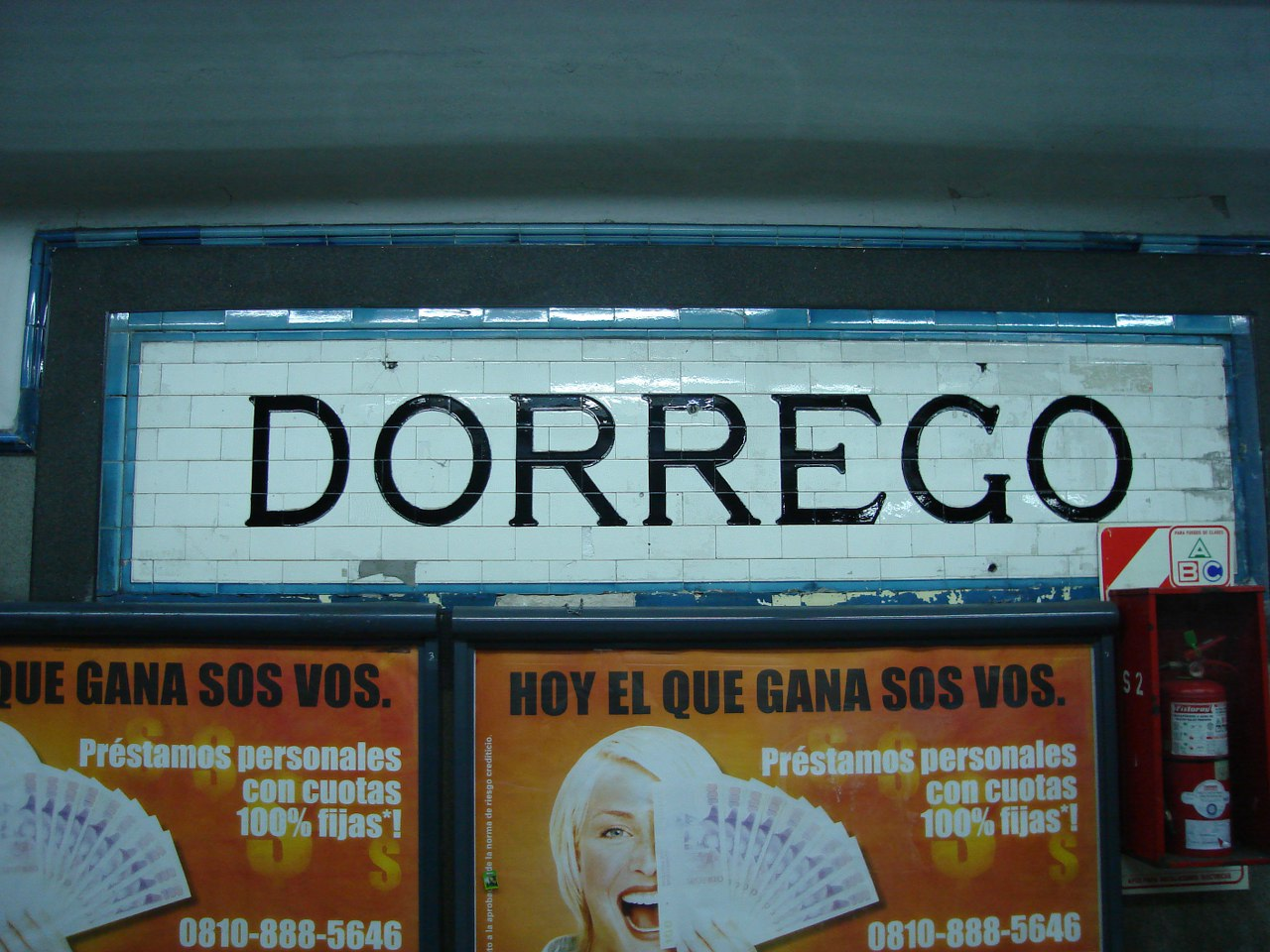
Cartel original en azulejo esmaltado, sobrevive en la estación Dorrego.

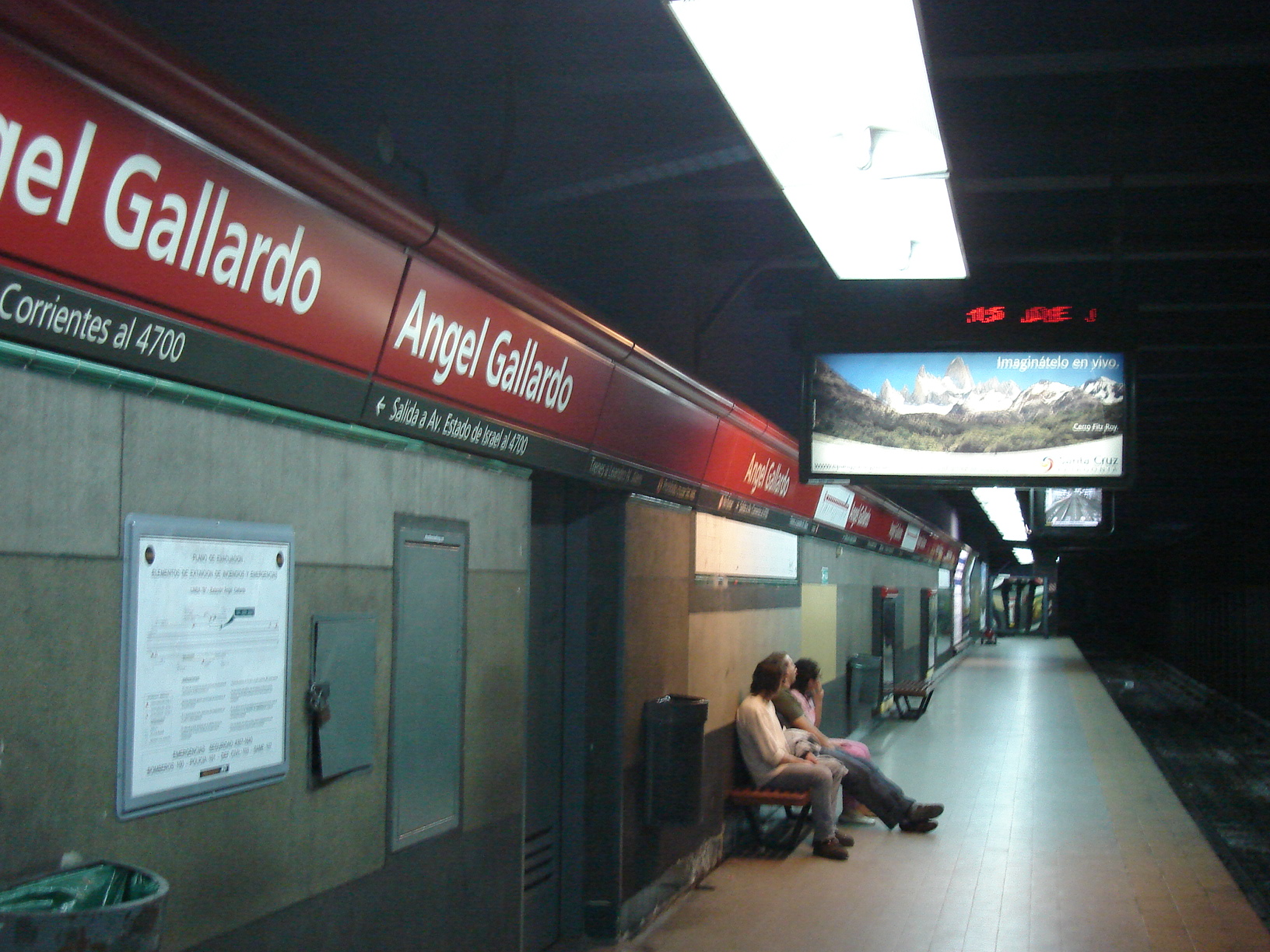
Entre 1997 y 1999, Metrovías remodeló superficialmente la Línea B.

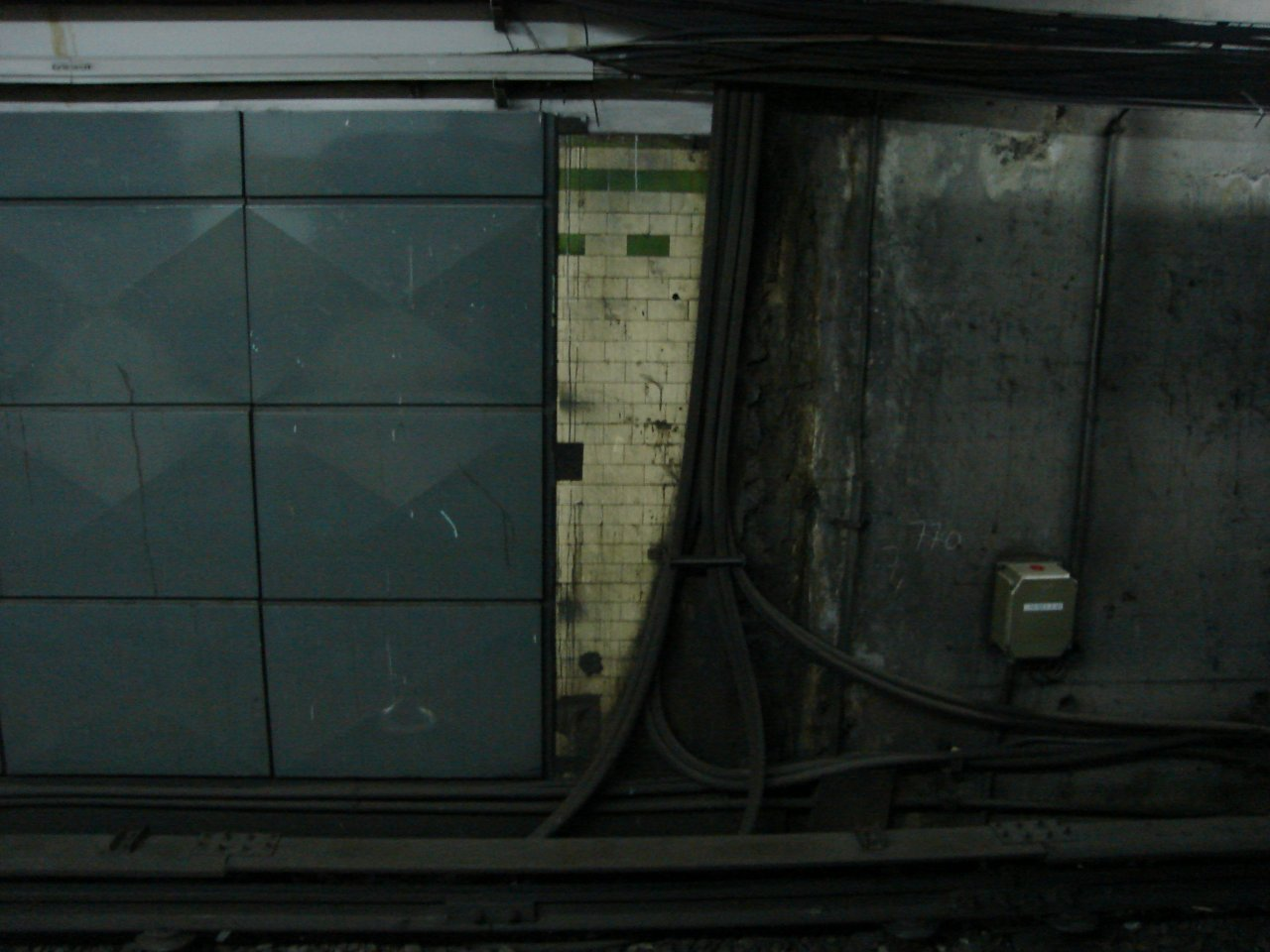
Bajo revestimientos modernos, se esconde la decoración original.

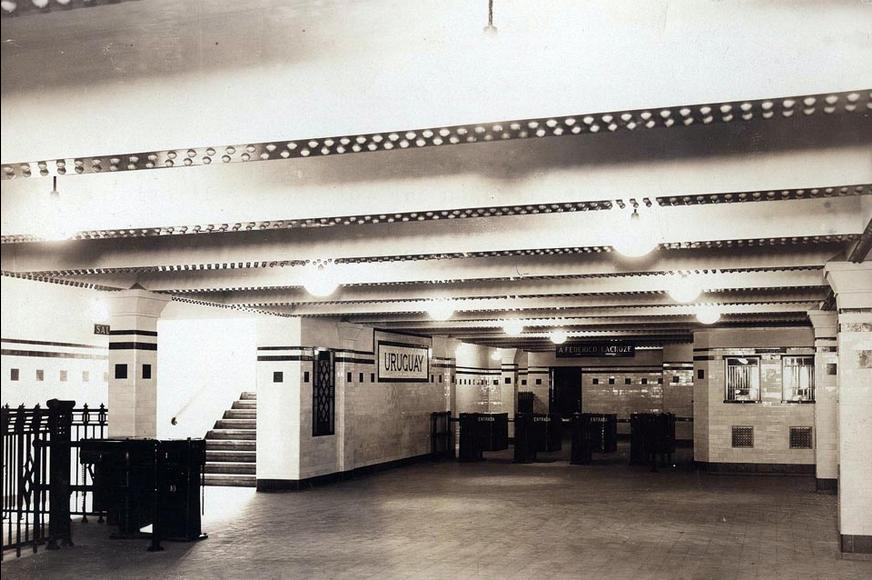
Estética original en la boletería de la estación Uruguay. (1931)

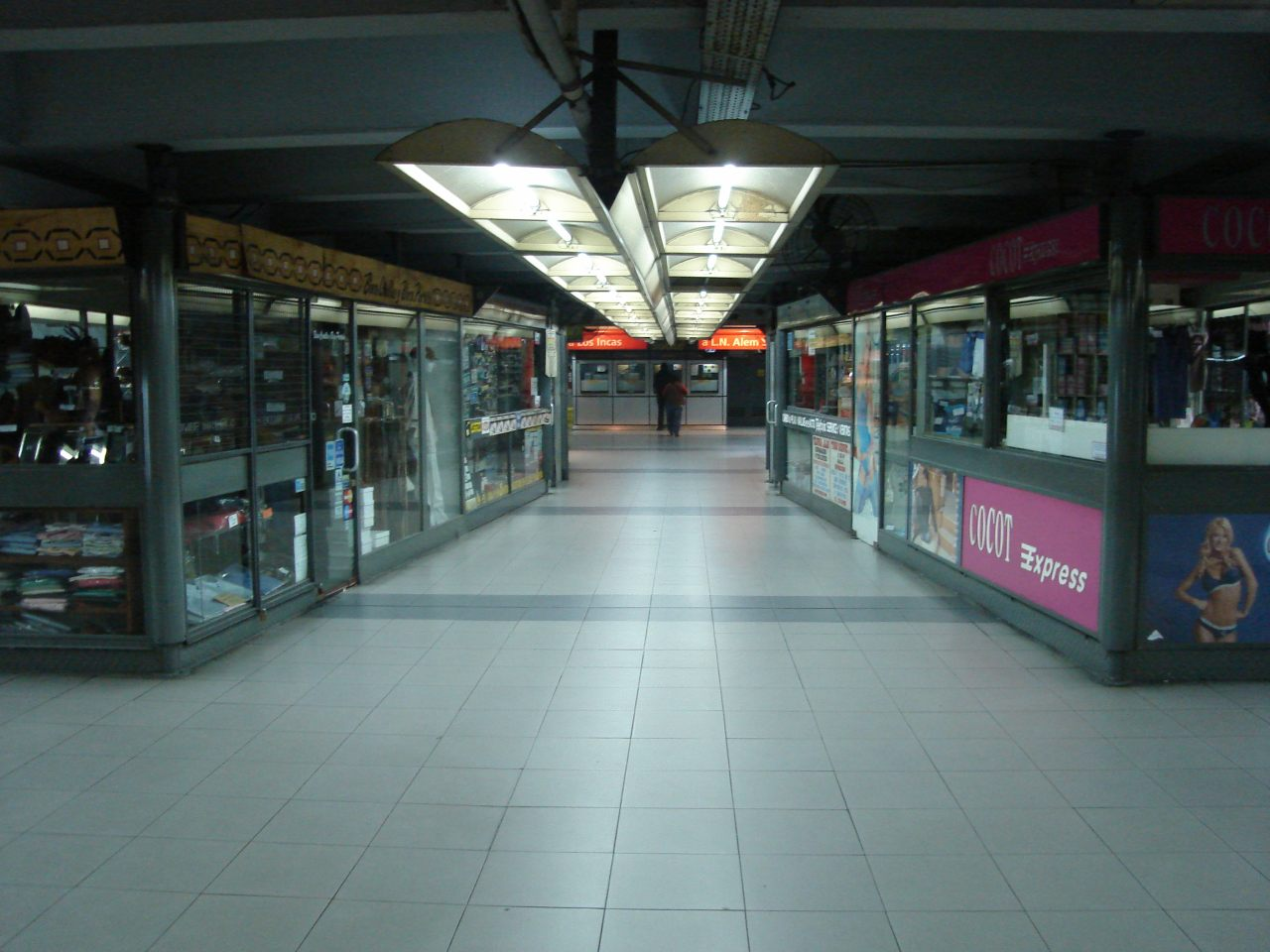
Aspecto actual del entrepiso comercial y boletería de la estación Callao.

La actual Línea B fue impulsada por la firma Lacroze Hermanos, propietaria del actual Ferrocarril Urquiza, como una prolongación de su servicio desde su terminal en Chacarita hasta el centro de la ciudad, bajo tierra. Las obras estuvieron a cargo de la norteamericana Dwight P. Robinson & Co. y en este caso las estaciones mostraban una mayor influencia de las del Subway de Nueva York.
La obra fue diseñada en dos tramos muy diferentes estructuralmente. Desde la terminal Federico Lacroze hasta la estación Medrano, el túnel fue construido a cielo abierto y las estaciones fueron superficiales, con ingreso directo a los andenes y con túneles cavados “en trinchera”, cubiertos luego con vigas de hormigón armado sobre las cuales se apoyó la calzada de Avenida Corrientes. Pero desde Medrano hasta la terminal céntrica Leandro N. Alem, el túnel fue excavado con un sistema de doble galería, sin abrir la superficie de la avenida. Llevando al túnel a una gran profundidad, se dejó la altura suficiente para generar un nivel intermedio donde se ubicaron las boleterías y galerías comerciales administradas por la empresa. La innovación de la escalera mecánica permitió que este sistema no se transformara en un problema de cansancio.
Cuando la concesionaria Metrovías se hizo cargo del servicio en 1995, decidió emprender la modernización total de la línea B como botón de muestra de sus planes para el subte porteño. A pesar de su buen estado de conservación, todas las estaciones fueron cambiadas totalmente en lo superficial, la empresa recubrió los pisos con una capa de cemento liso, cambió las viejas escaleras mecánicas pero fundamentalmente revistió andenes y entrepisos con cerámicos y un revestimiento sintético que imita el granito.

### Bocas de acceso
Las entradas fueron realizadas en hierro ornamentado, y lucían placas del mismo material que indicaban si bajaban a los andenes en Dirección a la estación Alem, o hacia la estación Lacroze. En las estaciones del tramo Medrano-Alem simplemente decían “Ambas direcciones”, y estos carteles se mantuvieron hasta la actualidad a pesar de ser obsoletos por las extensiones de la línea a nuevas terminales.
Además, las bocas estaban flanqueadas por dos columnas de hierro que sostenían faroles enmarcando carteles de chapa esmaltada en blanco que rezaban en letras negras “Subterráneo Lacroze”. A los pocos años, estas placas originales ya habían sido reemplazadas, y siguieron cambiándose a medida que pasaron las décadas y las distintas empresas a cargo. En la actualidad, las bocas originales de la línea B se mantienen bastante intactas, a excepción de las columnas y carteles indicadores que fueron colocados por Metrovías en 2006.

### Andenes
Si bien las estaciones de tramo Lacroze-Medrano eran absolutamente distintas a las del tramo Carlos Gardel-Alem, fueron decoradas con los mismos diseños. Se utilizaron azulejos esmaltados muy similares a los que la Compañía Anglo-Argentina había elegido para su subterráneo (actual línea A), e incluso se tomó la misma idea de decorar cada estación con guardas de un color diferente que las identificara, pero se eligieron diseños decorativos más variados y complejos. Además, los carteles que indicaban el nombre de la estación en los andenes no fueron hechos en placas de chapa esmaltada, sino que se hicieron también con azulejos blancos, con los nombres inscriptos en el mismo esmalte en color negro, y colocados en nichos alargados que se conservan aún en estaciones como Medrano o Dorrego.
De todas formas, poco y nada de esta decoración original sobrevive ya que fue totalmente cubierta por la remodelación hecha por Metrovías en la década del '90. Algunos carteles indicadores se mantuvieron como recuerdo, pero los azulejos y diseños originales se cubrieron con el revestimiento símil granito que se utilizó en todas las estaciones por igual. Como excepción, las estaciones Callao y Carlos Gardel fueron decoradas con azulejos blancos, grises y negros.
Esta elección de colores se sumó a la pintura color azul oscuro que la empresa prefirió para pintar bóvedas y techos de los andenes, y al cambio de las lámparas originales por tubos de mercurio, haciendo a los espacios más oscuros y densos. Posteriormente, Metrovías decidió pintar las bóvedas y techos nuevamente de blanco, ganando algo más de luminosidad en los andenes.

### Boleterías
Mientras las estaciones del tramo Lacroze-Medrano ostentaban boleterías muy similares a las de la actual línea A, ubicadas junto a las escaleras de acceso y junto a los andenes; las estaciones más profundas del tramo Carlos Gardel-Alem pudieron desarrollar un nivel completo especialmente para boleterías y locales comerciales de alquiler.
Como innovación, la compañía Lacroze no sólo presentó a las escaleras mecánicas, sino que trajo los primeros molinetes mecánicos, que permitían pasar con un cospel (moneda). Los niveles de boletería del tramo Carlos Gardel-Alem fueron decorados con los mismos diseños utilizados para los andenes, con azulejos esmaltados que reflejaban la luz que entraba por las escaleras desde la calle, y con guardas y diseños de distintos colores según cada estación.
- Datos: Q5705222